# 1,2-diclorododecano
El 1,2-diclorododecano es un compuesto orgánico de fórmula molecular C12H24Cl2. Es un haloalcano lineal de doce carbonos con dos átomos de cloro unidos a los carbonos 1 y 2 de la cadena. Al ser este último carbono asimétrico, este compuesto tiene dos enantiómeros (R y S).

## Propiedades físicas y químicas
El 1,2-diclorododecano tiene su punto de fusión aproximadamente a 23 °C y su punto de ebullición a 298 °C.
Posee una densidad inferior a la del agua, ρ = 0,966 g/cm³.
El valor del logaritmo de su coeficiente de reparto, logP = 6,54, indica que es mucho más soluble en disolventes apolares —como el 1-octanol— que en disolventes polares, siendo prácticamente insoluble en agua.

## Síntesis
El 1,2-diclorododecano se puede sintetizar mediante la adición de cloro a una disolución de 1-dodeceno en cloroformo a 50 °C.
Esta cloración también puede llevarse a cabo haciendo pasar el cloro a través de una disolución de 1-dodeceno, acetato de sodio y ácido acético acuoso; en este segundo procedimiento la temperatura se mantiene entre 18 °C y 23 °C. Otra posibilidad es la cloración electroquímica empleando como electrolito una mezcla de ácido clorhídrico concentrado y ácido acético glacial.
Asimismo, la cloración del 1-deceno puede conseguirse utilizando oxona como oxidante y cloruro de amonio como fuente de cloro, todo ello en un sistema diclorometano/agua como disolvente. El rendimiento así obtenido es del 85%.
Otra vía de síntesis es haciendo reaccionar 2-deciloxirano con cloruro de oxalilo en presencia de óxido de trifenilfosfina como catalizador. El rendimiento alcanzado es del 83%.

## Usos
A partir del 1,2-diclorododecano se prepara, por hidrólisis, el 1,2-dodecanodiol. Esta se lleva a cabo usando como disolvente dimetilformamida o formamida a 160 - 210 °C de temperatura y 200 lb de presión. Para la hidrólisis también puede utilizarse acetato de sodio en acetona.
Este cloroalcano es intermediario en la preparación de detergentes de dióxido de diamina. Forma parte también de la composición de poliaminas utilizadas para evitar la corrosión de metales en medios ácidos que tienen aplicación en el procesamiento y transporte de ácidos.